# Certhia
Certhia és un gènere de moixons de la família dels cèrtids (Certhiidae) que agrupa els raspinells típics, amb 9 espècies distribuïdes pels medis forestals de la zona holàrtica. Dues de les espècies són residents als Països Catalans, els raspinell comú i el raspinell pirinenc. Són ocells sedentaris i únicament a l'Himàlaia fan migracions altitudinals.

## Descripció
Són petits moixons forestals bàsicament blancs per sota i de color marró, amb ratlles verticals blanques per sobre. Utilitzen un prim i corbat bec per extraure de l'escorça dels arbres els insectes dels quals s'alimenten. Les diferents espècies són molt semblants i sovint són molt difícils de diferenciar en la natura. Tenen una cua rígida que utilitzen per a recolzar-se quan pugen pels troncs verticals, a la manera dels picots. Ponen 3 – 9 ous (generalment 5 o 6), de color blanc amb motes vermelles i punts marrons que la femella cova per 14 - 15 dies.
Solen construir els nius en forma de bol en plataformes fetes de branques i amagats rere l'escorça del tronc d'un arbre. També poden fer servir les caixes niu col·locades als troncs si tenen dues obertures, una per a l'entrada i una altra per sortir. Ponen de 3 a 9 ous (generalment 5 o 6), que són blancs amb motes marrons vermelloses. La femella els cova durant 14 o 15 dies. Els pollets deixen el niu en 15 o 16 dies. El mascle en pot cuidar mentre la femella cova i alimenta una segona niuada. Rarament, el mascle s'aparella amb una segona femella mentre la primera incuba, i fins i tot hi ha registres de dues femelles incubant les pròpies postes una al costat de l'altra en un mateix niu.
Algunes de les espècies dormen en petites cavitats allargades que excaven ells mateixos rere l'escorça. Poden dormir sols o en grups (probablement familiars) que quan el fred és intens poden arribar a superar els 12 individus.

## Taxonomia
El gènere Certhia va ser descrit el 1758 pel naturalista suec Carl Linnaeus a la desena edició del seu Systema Naturae. L'espècie tipus és el raspinell pirinenc (Certhia familiaris).
El nom del gènere prové del grec antic «κερθιος (kerthios)», un petit ocell insectívor que vivia als arbres esmentat per Aristòtil, potser un raspinell.
Segons estudis de la seqüència d'ADN mitocondrial del citocrom b i l'estructura dels cants es reconeixen les espècies següents la classificació del Congrés Ornitològic Internacional (versió 15.1, 2025) reconeix 9 espècies:
- Certhia familiaris - raspinell pirinenc.
- Certhia hodgsoni - raspinell de Hodgson.
- Certhia americana - raspinell americà.
- Certhia brachydactyla - raspinell comú.
- Certhia himalayana - raspinell de l'Himàlaia.
- Certhia nipalensis - raspinell del Nepal.
- Certhia discolor - raspinell gorjabrú.
- Certhia manipurensis - raspinell de Manipur.
- Certhia tianquanensis - raspinell de Sichuan.

Els Certhia formen part de dos llinatges evolutius: les quatre primeres espècies són fruit de la radiació holàrtica, mentre que les cinc restants estan distribuïdes al sud i a l'est de l'Himàlaia. Una excepció és el raspinell de Hodgson, recentment reconegut com a espècie a part, que viu al sud de l'Himàlaia que és descendent dels mateixos ancestres que els raspinells del nord. Els membres del grup holàrtic tenen un cant més melodiós, que sempre (excepte el de C. familiaris de la Xina) comença o acaba amb un agut «sriih». En canvi, el grup de l'Himàlaia té un trinat més ràpid sense el so «sriih».